# Þórisvatn
Þórisvatn es un lago situado en la región de Suðurland de Islandia. Con 88 kilómetros cuadrados es el mayor del país. Está situado en el extremo sur de la carretera que recorre las tierras altas llamada Sprengisandur dentro de las Tierras Altas de la isla.
Es un embalse con una superficie de alrededor de 88 km² y usa la energía del río Þjórsá, que baja del glaciar Hofsjökull. Aquí en el sur, se explota en una presa productora de energía. Como muchos otros lagos islandeses, que son en su mayor parte lagos glaciares o volcánicos, normalmente tiene un color verde descarnado.